# 結城哲郎
結城 哲郎（ゆうき てつろう、1952年3月22日 - ）は、毎日放送（MBS）出身のフリーアナウンサー。MBSのアナウンサー室長やエクゼクティブアナウンサーを経て、2011年6月から2017年3月まで、関連会社のGAORAへ出向していた。
アナウンサーとしては、主にスポーツ中継を担当。息子の結城亮二も、TVQ九州放送でスポーツアナウンサーとして活動している。

## 来歴・人物
東京都出身、中央大学卒業後の1975年に毎日放送へ入社した。同期入社のアナウンサーに、伊東正治（ラジオ局編成部長を経て現在はフリーのラジオパーソナリティ兼プロデューサー）などがいる。
毎日放送への入社後は、阪神甲子園球場からの阪神対巨人戦テレビ中継（同局制作、TBS系列全国ネット分）で年に1試合メイン実況を担当するなど、永きにわたってスポーツアナウンサーとして活躍。1995年にはオリックス、2003年には阪神のリーグ優勝の瞬間を、いずれもラジオ中継で実況している。また、2001年までは毎年12月中旬に行われるアメフト東西大学王座決定戦「毎日甲子園ボウル」のメイン実況、2008年までLPGA公式戦「ミズノクラシック」のメイン実況を務めてきた。
その一方で、MBSテレビでアナウンサー総出演番組『あどりぶランド』を放送していた時期には、スポーツ実況の経験から後の人気企画「何でも実況」を発案。2007年8月に開催された世界陸上大阪大会の開会式（長居陸上競技場）では、同局が地元局として大会の中継に携わった関係で、場内の日本語アナウンスを務めた（英語アナウンスの担当は後輩の河田直也）。
毎日放送の社内では、アナウンサー室次長兼アナウンサーセンター長を経て、2005年6月から野村啓司の後任でアナウンサー室長に就任。同局のスポーツアナウンサー（出身者）では初めてのケースでありながら、「偉くなっても（スポーツ中継の）現場で実況する」という目標を果たしつつ、2009年6月24日まで室長の職を務め上げた。なお、結城の後任には、アナウンサー室次長兼アナウンサーセンター長の高垣伸博（テレビ制作出身）が室長を兼務している。結城は、「エグゼクティブアナウンサー」として、アナウンス業務に再び専念。ただし、MBSラジオのプロ野球中継では、2011年6月11日に『MBSタイガースライブ』で放送された西武対阪神（西武ドームでのプロ野球セ・パ交流戦）を最後に実況担当を退いた。
2011年6月23日付で、系列のCS放送局GAORAへ出向。2014年までは、北海道内での日本ハム一軍主管試合や、選抜高等学校野球大会などの野球中継で実況を担当していた。
2017年3月31日付で、GAORAを定年退職。退職後は、フリーアナウンサーとして活動している。2021年現在は、CS放送局で中継・放送される国際大会、国内の少年野球大会での実況が中心。また、最近では、毎年11月に宮崎フェニックスカントリークラブで開催される、男子ゴルフの「インターナショナルツアー・ダンロップフェニックストーナメント」のGAORA放送分の実況を担当している。
趣味は、バドミントン、フォークソングの鑑賞、ギターによるフォークソングの弾き語りなど。毎日放送時代には、後輩アナウンサー（近藤亨や西靖など）が参加するバドミントン部の部長や、フォークソングに関するラジオ番組のパーソナリティを務めた経験もある。また、自身の結婚式の仲人を先輩アナウンサーの藤本永治（当時、結城の4代前のアナウンサー室長）が務めた経験から、アナウンサー室長だった2007年には「部下の仲人を務める」というもう一つの目標を近藤の結婚式で実現させている。ちなみに、自身と同じ年（1975年）にアナウンサーとしてNHKへ入局した三宅民夫（伊東と同じく早稲田大学の出身で、現在はフリーアナウンサー）とは遠縁の関係にある（結城の妻が三宅の妻の実姉）。
フリーアナウンサー転身後の2017年10月22日には、『TVQスーパースタジアム』パ・リーグクライマックスシリーズファイナルステージ第5戦・ソフトバンク対楽天（福岡ヤフオク!ドーム）中継に、ソフトバンク側のベンチリポーターとして出演。TVQからの依頼によるもので、同局に勤務する亮二が実況を担当したことから、テレビの野球中継では初めての親子共演が実現した。

## 過去の出演番組

### テレビ
- あどりぶランド
- スポーツ中継（ゴルフ、サッカー、ラグビー、アメリカンフットボールなど）
- MBSニュース（不定期、プロ野球シーズンでも担当）

以下はいずれもGAORAで放送。
- GAORAプロ野球中継（北海道日本ハムファイターズおよび阪神タイガース二軍主管試合）

出向前から2014年までは、札幌ドームなど北海道内で開催される一軍の主管試合を中心に実況。近藤祐司（フリーアナウンサー）が一軍主管試合担当（結城の後任）として実況陣に加わった2015年にも、日本ハムおよび阪神の二軍主管試合中継で実況を続けていた。
- バスケットボールbjリーグ
- バレーボールVプレミアリーグ

### ラジオ
- MBSミッドナイトジョッキー（1976年4月 - 1977年3月、25:50-27:00）

『あどりぶランド』の人気コーナー「何でも実況」の原型を生んだ番組で、新人時代に水曜日のパーソナリティを担当。
- こども音楽コンクール

アナウンサーとしてのデビュー番組。
- 大人のわがまま（2008年7月放送分にマンスリーパーソナリティとして出演）
- MBSタイガースライブ
  - 前身の『毎日放送ダイナミックナイター』時代から出演。実況担当を退いた後も、不定期でベンチリポーターを務めた。
  - 2003年9月15日阪神タイガースが18年ぶりにセントラルリーグを制した広島東洋カープ戦をラジオ実況を担当。
- ノムラでノムラだ♪ EXトラ!
  - 主にプロ野球シーズンに出演。他のスポーツアナウンサーと交互に、阪神タイガースの最新情報を伝えた。
  - 2009年度のオフシーズンには「ノムラでノムラだ♪ Go!Go!エキストラ」、2011年度のプロ野球シーズンには「ノムラでノムラだ♪ EXトラモード」で、それぞれスタジオキャスターを務めていた。
- MBSニュース（不定期、プロ野球シーズンでも担当）

## 関連人物
- 伊東正治
- 藤本永治
- 野村啓司
- 増田一樹
- 柏木宏之
- 井上光央
- 水谷勝海
- 城野昭
- 美藤啓文
- 赤木誠
- 森本栄浩
- 馬野雅行
- 仙田和吉
- 近藤亨
- 井上雅雄
- 伊藤広
- 金山泉
- 西靖
- 高垣伸博
- 和沙哲郎